# سنبل (گیاه)
سنبل (نام علمی: Hyacinthus orientalis) نام یک گونه از سرده سنبل است.